# Luis Severino
Luis Severino (20 de febrero de 1994) " Sevy ", es un lanzador de béisbol profesional dominicano de los Athletics de las Grandes Ligas. Hizo su debut en las Grandes Ligas el 5 de agosto de 2015. Anteriormente jugó en la MLB para los New York Yankees y los New York Mets.
Severino firmó con los Yankees como agente libre internacional en 2011 e hizo su debut en las Grandes Ligas en 2015. Después de una difícil temporada 2016, se destacó como uno de los mejores lanzadores de la liga en 2017, siendo nombrado All-Star y terminando tercero en el Premio Cy Young de la Liga Americana de la Liga Americana. También fue nombrado All-Star en 2018. Se perdió la mayor parte de las temporadas 2019 y 2021, y toda la temporada 2020, debido a diversas lesiones. Severino firmó con los Mets después de la temporada 2023 y con los Atléticos después de la temporada 2024.

## Trayectoria

### 2018
El 17 de marzo de 2018, los New York Yankees nombraron a Severino como titular del día de apertura de las Grandes Ligas. Ponchó a siete bateadores y permitió un hit contra Toronto Blue Jays. El 2 de mayo de 2018, contra los Astros de Houston, Severino lanzó un juego completo por primera vez en su carrera en la grandes ligas, cerrando el partido 4–0 en el juego permitió cero carreras y ponchó a 10 bateadores. Desde el 16 de abril hasta el 4 de junio, Severino lanzó en diez aperturas consecutivas de al menos seis entradas lanzadas, durante este lapso de tiempo se fue de 7-0 con una efectividad de 1.85 en 68 entradas, cediendo solo 45 hits (4 jonrones), ponchando a 82 bateadores, limitando a los oponentes a un promedio de bateo de .184. 
Severino obtuvo su décima victoria de la temporada el 16 de junio, luego de limitar a los Tampa Bay Rays a tres hits y dos bases por bolas en ocho entradas cerradas con nueve ponches, el doble de su cuenta de victorias antes del Juego de Estrellas en 2017 y convertirse en el primer lanzador de los Yankees que gana 10 o más juegos antes del Juego de Estrellas desde Masahiro Tanaka en 2014.
Con un récord de 14-2 y una efectividad de 2.12, fue nombrado para el Juego de las Estrellas de las Grandes Ligas de Béisbol de 2018, su segunda selección consecutiva. Terminó la primera mitad de la temporada 14-2 con una efectividad de 2.31 en 20 aperturas. Severino se convirtió en el primer lanzador de los New York Yankees antes del Juego de las Estrellas con 14 victorias desde Mel Stottlemyre en 1969 y solo el cuarto en hacerlo.
Para la temporada, obtuvo un récord de 19-8, con una efectividad de 3.39. Por segundo año consecutivo, lideró a todos los lanzadores de Grandes Ligas con una velocidad promedio de bola rápida de 97.6 millas por hora.

### 2019
El 15 de febrero de 2019, Severino firmó una extensión de contrato de cuatro años y 40 millones de dólares que incluía una opción para una quinta temporada por un valor de 12 millones adicionales.
El 15 de marzo, se reveló que Severino fue diagnosticado con inflamación en su hombro derecho. Esto lo dejó fuera de acción durante todo el mes de abril.  El 9 de abril, se reveló que a Severino le diagnosticaron una distensión muscular dorsal de grado 2, lo que lo descartó por seis semanas más.  No jugó en ninguna asignación de rehabilitación hasta septiembre. Fue titular con los Yankees el 17 de septiembre de 2019 contra Los Angeles Angels en Nueva York, y tuvo dos aperturas más en la temporada regular. 

### 2020
El 25 de febrero de 2020, se anunció que Severino se sometería a una cirugía Tommy John para reparar un ligamento colateral cubital parcialmente desgarrado en su codo derecho, poniendo fin a su temporada 2020. Se sometió oficialmente a la cirugía el 27 de febrero junto con la extracción de una astilla de hueso de su codo derecho.

### 2021

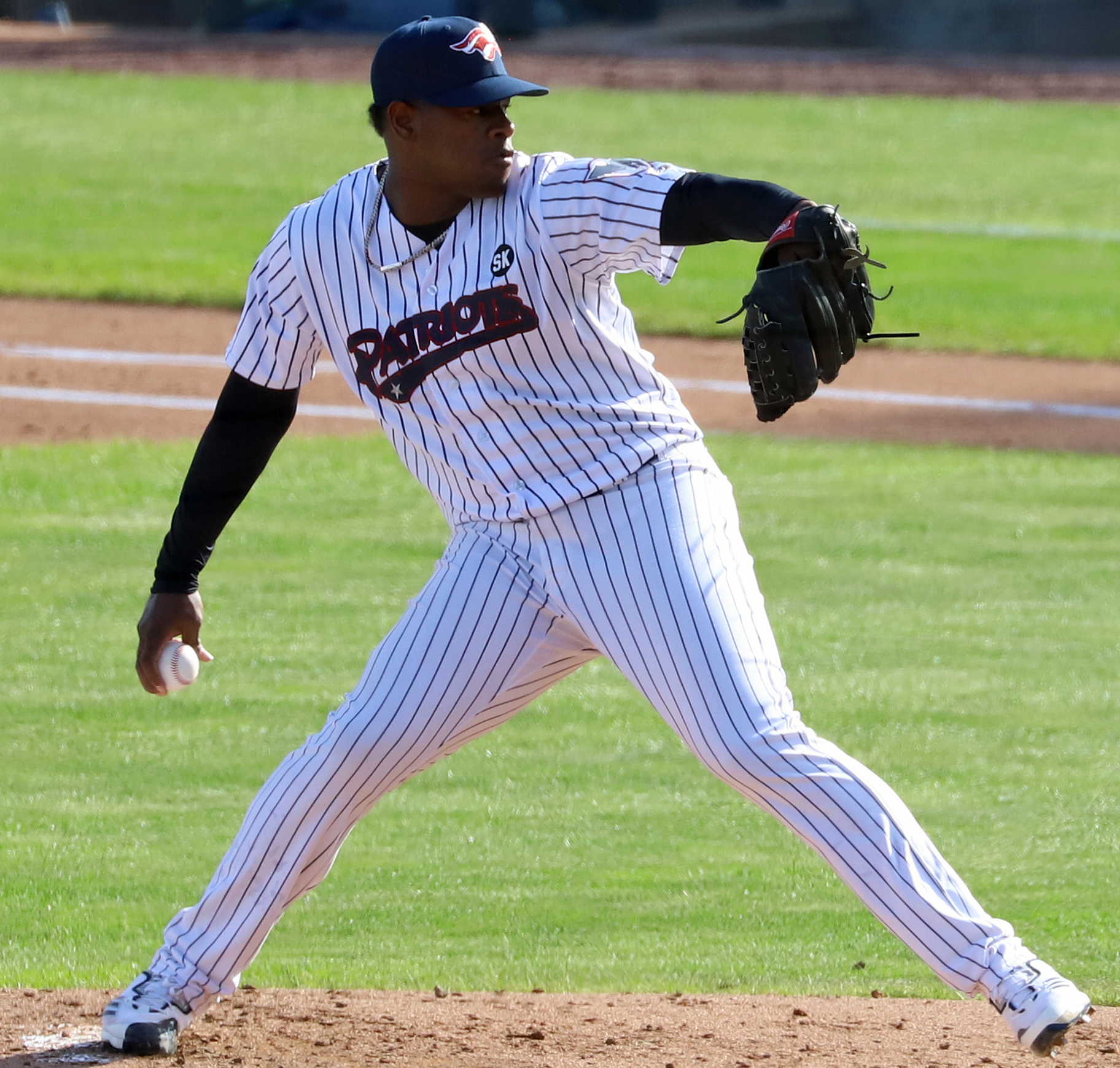
Severino tras recuperarse de la cirugía Tommy John con los Somerset Patriots en 2021.

El 22 de febrero de 2021, Severino fue colocado en la lista de lesionados de 60 días mientras continuaba recuperándose de la cirugía Tommy John. El 12 de junio de 2021, sufrió una lesión en la ingle durante una apertura de rehabilitación con los Hudson Valley Renegades y estuvo fuera de juego hasta agosto. Después de lanzar dos aperturas de rehabilitación en agosto, Severino sufrió otro revés después de "no sentirse bien" durante los calentamientos antes de un juego. El 20 de septiembre de 2021, fue activado de la lista de lesionados después de 706 días.

### 2023
En 2023, Severino se enfrentó dificultades que lo limitaron a 19 juegos, en los que registró un récord de 4-8 y una efectividad de 6.65 con 79 ponches. El 9 de septiembre de 2023, el mánager Aaron Boone anunció que la temporada de Severino había terminado después de sufrir una distensión oblicua de alto grado en la derrota de los Yankees contra los Cerveceros de Milwaukee.Al finalizar la temporada se convirtió en agente libre.

### Mets de Nueva York
El 1 de diciembre de 2023, Severino firmó un contrato de un año por 13 millones de dólares con los Mets de Nueva York. 

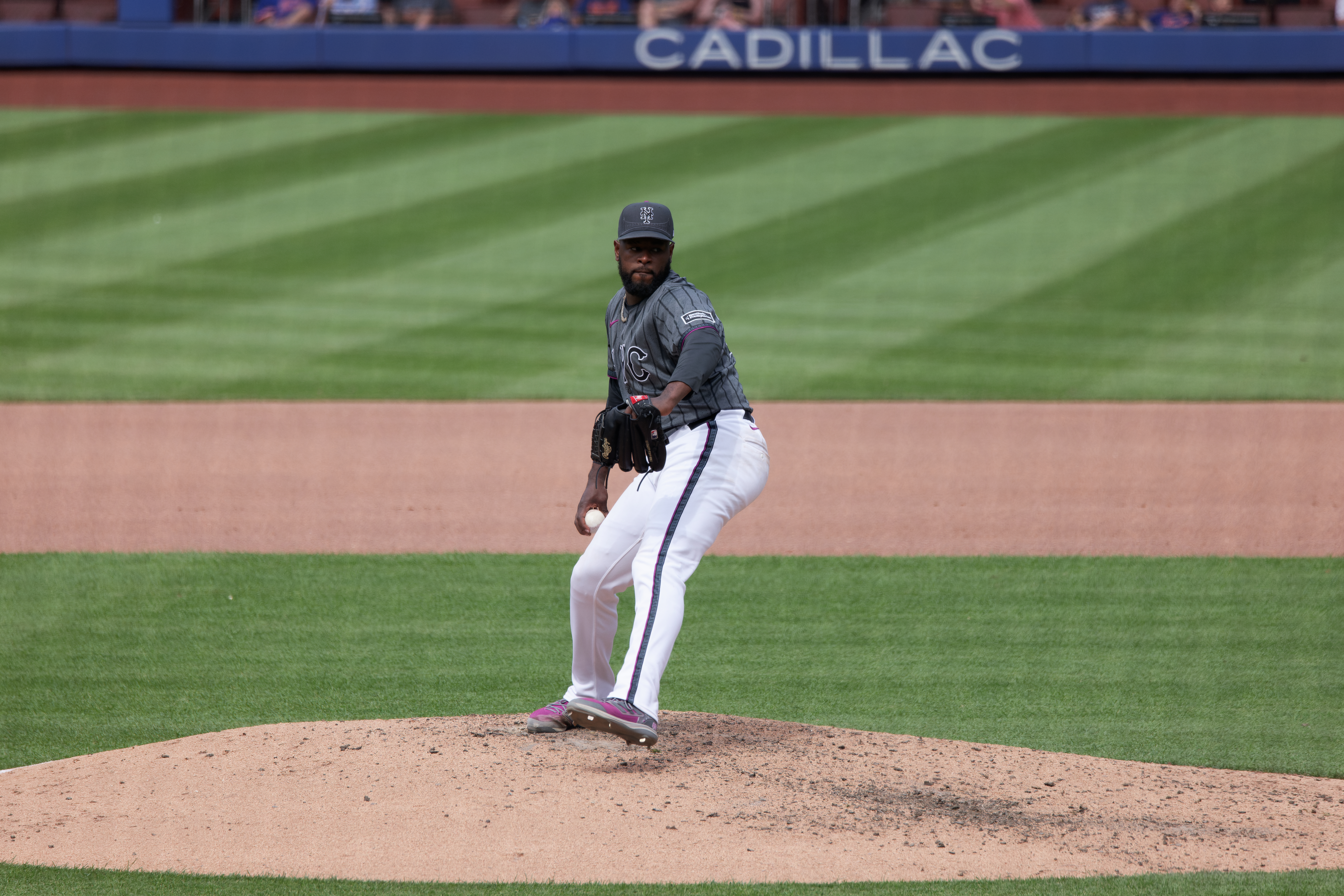
Luis Severino con los Mets de New York en 2024.

El 17 de agosto de 2024, Severino lanzó un juego completo sin permitir carreras, liderando a los Mets a una victoria por 4-0 sobre los Marlins de Miami. Esta fue su primera blanqueada completa desde 2018 y la primera para un lanzador de los Mets desde Jacob deGrom en 2021.
En 32 juegos con los New York Mets, Severino registró un récord de 11-7 y una efectividad de 3.91, con 161 ponches en 182 entradas lanzadas. Se declaró agente libre al final de la temporada. Los Mets le ofrecieron una oferta calificada, la cual rechazó. 

### Atletismo
El 6 de diciembre de 2024, Severino firmó un contrato de tres años por $67 millones con los Athletics, el contrato más grande en la historia del equipo.

## Vida personal
Severino es de Sabana de la Mar, en la provincia de Hato Mayor, República Dominicana. Creció siendo fanático de los Yankees, en particular de su compatriota Robinson Canó. Severino y su esposa, Rosmaly, tienen una hija, que nació en julio de 2015. Su segundo hijo, Luis Jr., nació el 8 de julio de 2021. 